# Nollywood Movies
Nollywood Movies est une chaîne de télévision britannique privée payante. Elle diffuse une trentaine de films nigérians de tous les genres. C'est la première chaîne de ce type au Royaume-Uni. Les films proposés sont principalement en anglais, avec certains sous-titrés. La chaîne est financée par l'abonnement et la publicité.

## Histoire
Nollywood Movies est lancé sur TalkTalk TV et YouView en 2013. Nollywood Movies est supprimé de la plate-forme Virgin Media le 22 février 2018 et les transmissions par satellite prennent fin le 1er mai 2018.

## Traduction
- (en) Cet article est partiellement ou en totalité issu de l’article de Wikipédia en anglais intitulé « Nollywood Movies » (voir la liste des auteurs).